# 3-デメチルユビキノール 3-O-メチルトランスフェラーゼ
3-デメチルユビキノール 3-O-メチルトランスフェラーゼ(3-demethylubiquinol 3-O-methyltransferase、EC 2.1.1.64)は、以下の化学反応を触媒する酵素である。
S-アデノシル-L-メチオニン + 3-デメチルユビキノール-n{\displaystyle \rightleftharpoons }S-アデノシル-L-ホモシステイン + ユビキノール-n
この酵素の2つの基質はS-アデノシル-L-メチオニンと3-デメチルユビキノール、2つの生成物はS-アデノシル-L-ホモシステインとユビキノールである。
この酵素は、転移酵素、特に1炭素基を転移させるメチルトランスフェラーゼのファミリーに属する。系統名は、S-adenosyl-L-methionine:3-hydroxy-2-methoxy-5-methyl-6-(all-trans-polyprenyl)-1,4-benzoquinol 3-O-methyltransferaseである。この酵素は、ユビキノン生合成に関与している。